# Tana obecná
Tana obecná (Tupaia glis) je malý savec z čeledi tanovitých (Tupaiidae). Průměrná tělesná délka se pohybuje mezi 16 až 21 cm a průměrná hmotnost okolo 190 g. Barva srsti je velice různorodá. Od rudě hnědé, našedlé až černé, břicho je bělavé. Její dlouhý ocas, který dosahuje délky 12–21 cm je hustě osrstěný a téměř dosahuje stejné délky, jako celé tělo tany. Tlapky jsou holé, ale mají ostré drápky a i nad nosem má neosrstěné místo. Obě pohlaví jsou si velmi podobná.
Tana obecná patří k největším zástupcům své čeledi. Obývá převážně jihovýchodní Asii, zvláště nížiny v deštných lesích Thajska, Malajsie, Indonésie a blízkých ostrovů.
Tana obecná je denní a velice mrštné zvíře, které před nebezpečím dokáží velice rychle uprchnout. Přes noc tany spí nejčastěji v dutině padlého stromu nebo mezi kořeny. Obývají jak stromy, tak i, a to je u tohoto druhu běžnější, zem. Zde aktivně hledají potravu, kterou tvoří především hmyz (zvláště mravenci), ovoce, listy, pupeny, semena a zřejmě i drobné myšky a malí ptáci. Žije většinou samotářsky, ale přílišnou výjimkou není ani život v párech.
Rozmnožuje se v průběhu celého roku. Svá hrubá hnízda si staví především v dutinách padlého stromu nebo mezi kořeny a v Malajsii, kde je rozmnožování tan sledováno nejčastěji, rodí samice po 46 až 50 dnech jedno, nebo méně častěji až tři mláďata. Ta se rodí zcela holá a slepá a hnízdo opouštějí zhruba po 33 dnech.
Tana obecná je nejpočetnějším a nejčastěji chovaným druhem ve své čeledi. Jelikož se daří tany obecné hojně rozmnožovat i v zajetí, zatím jim vážná nebezpečí nehrozí. Má také největší lokalitu rozšíření a proto je v Červeném seznamu IUCN ohodnocen jako málo dotčený druh.